# Szerednya-rika
A Szerednya-rika (más néven Szerednya, Nagy-Sopurka, ukránul: Середня Ріка [Szerednya Rika]) patak Kárpátalján, a Sopurka bal oldali forrásága. Hossza 27 km, vízgyűjtő területe 114 km². Esése 42 ‰.
Gyertyánligeten egyesül a Krajnya-rikával (Kis-Sopurka).

## Települések a folyó mentén
- Gyertyánliget (Кобилецька Поляна)